# Arkticheskogo Instituta
Arkticheskogo Instituta är en kulle i Antarktis. Den ligger i Östantarktis. Norge gör anspråk på området. Toppen på Arkticheskogo Instituta är 1 266 meter över havet.
Terrängen runt Arkticheskogo Instituta är lite kuperad. Trakten är obefolkad. Det finns inga samhällen i närheten.